# Saundersfoot
Saundersfoot (en anglais) ou Llanusyllt (en gallois) est un village côtier et une communauté du Pembrokeshire, au pays de Galles.

## Toponymie
Saundersfoot signifie littéralement « pied de Saunders » en anglais. Il pourrait s'agir d'une référence à une colline ou une falaise des environs qui aurait appartenu à un dénommé Saunders. Ce toponyme est attesté pour la première fois en 1602 sous la forme Saunders foot.
Le nom gallois du village, Llanusyllt, renvoie à l'église paroissiale, dédiée à un saint nommé Issel (en). C'est de là que vient le nom anglais de St Issells donné à la paroisse jusqu'à l'époque moderne.

## Géographie
Saundersfoot est situé dans le sud-est du Pembrokeshire, à 5 km au nord de la ville de Tenby, sur le littoral de la baie de Carmarthen, au sein du parc national côtier du Pembrokeshire. Le chef-lieu du comté, Haverfordwest, est situé à une vingtaine de kilomètres au nord-ouest.
La route A478 (en) contourne Saundersfoot par l'ouest, tandis que le sentier Pembrokeshire le traverse. Le village possède aussi une gare ferroviaire (en) excentrée sur une branche de la West Wales line (en).

## Histoire
Le village de Saundersfoot se développe au XIXe siècle autour de son port, utilisé pour exporter le charbon extrait des mines du Pembrokeshire. En 1829, un chemin de fer est créé pour relier le port aux mines voisines. Ces dernières commencent à fermer au début du XXe siècle et la Saundersfoot Railway (en) est démantelée en 1939. L'économie locale s'est depuis réorientée vers le tourisme.

## Politique
Pour les élections locales, la communauté de Saundersfoot est partagée entre deux wards (districts électoraux) : la moitié nord forme celui d'Amroth and Saundersfoot North avec la communauté voisine d'Amroth, tandis que la moitié sud forme celui de Saundersfoot South. Chacun élit un des 60 membres du conseil de comté du Pembrokeshire (en). Lors des élections locales de 2022, ces deux sièges sont remportés respectivement par le libéral-démocrate Alec Cormack et l'indépendant Chris Williams.
Pour les élections à la Chambre des communes, Saundersfoot appartient à la circonscription de Mid and South Pembrokeshire depuis les élections générales de 2024.
Pour les élections au Parlement gallois, Saundersfoot est rattaché à la circonscription de Carmarthen West and South Pembrokeshire.

## Démographie
Au recensement de 2011, la communauté de Saundersfoot comptait 2 628 habitants.
| 1801 | 1811  | 1821  | 1831  | 1841  | 1851  | 1881  |
| ---- | ----- | ----- | ----- | ----- | ----- | ----- |
| 974  | 1 006 | 1 151 | 1 266 | 1 552 | 1 784 | 1 968 |

| 1891  | 1901  | 1911  | 1921  | 1931  | 1951  | 1961  |
| ----- | ----- | ----- | ----- | ----- | ----- | ----- |
| 1 783 | 1 745 | 1 887 | 2 064 | 2 040 | 2 211 | 2 326 |

| 1971  | 1981 | 1991 | 2001 | 2011  | - | - |
| ----- | ---- | ---- | ---- | ----- | - | - |
| 3 031 | ?    | ?    | ?    | 2 628 | - | - |

## Culture locale et patrimoine

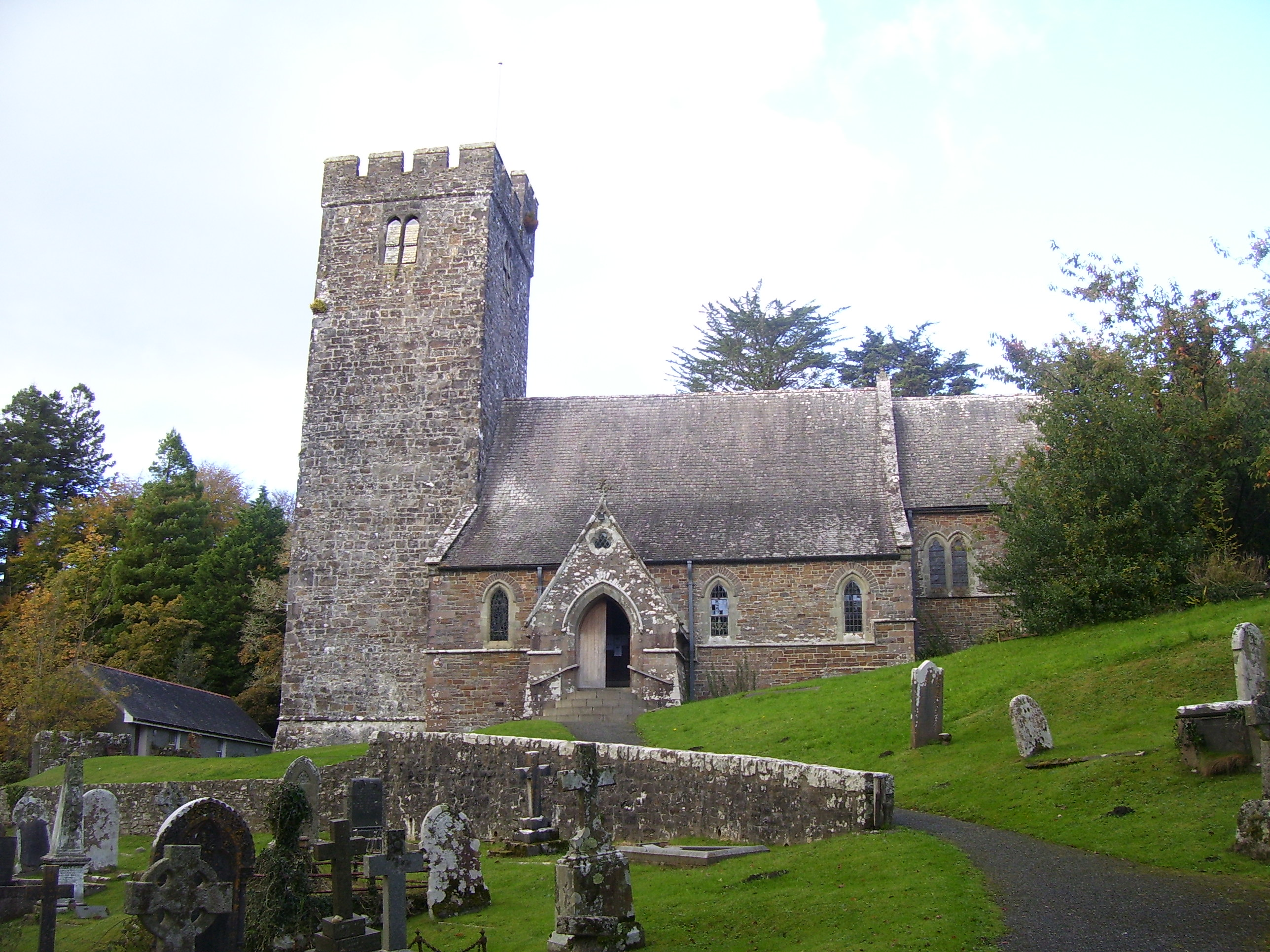
L'église Saint-Issel.

L'église paroissiale de Saundersfoot, dédiée à saint Issel (en), remonte à l'époque médiévale, mais il ne subsiste de cette époque qu'une arche du XIIIe siècle dans le chancel et le clocher du XIVe ou XVe siècle. Le reste, jugé trop vétuste et dangereux, est détruit et entièrement reconstruit entre 1862 et 1864. Le bâtiment est protégé en tant que monument classé de grade II* depuis 1971.